# Guy Farley
Guy Farley, né le 5 février 1963 à Haslemere, est un compositeur de musique de film anglais.

## Filmographie

### Cinéma

#### Longs métrages
- 1998 : The Gardener de James D.R. Hickox
- 1999 : Darkness Falls de Gerry Lively
- 2000 : Sorted d'Alexander Jovy
- 2001 : Last Run d'Anthony Hickox
- 2003 : Sumuru de Darrell Roodt
- 2003 : Citizen Verdict de Philippe Martinez
- 2004 : Post Impact de Christoph Schrewe
- 2004 : Modigliani de Mick Davis
- 2004 : L'Empreinte de la mort (Wake of Death) de Philippe Martinez
- 2004 : Out of Season de Jevon O'Neill
- 2006 : Coups d'État (Land of the Blind) de Robert Edwards
- 2006 : Irish de John Eyres
- 2006 : Cashback de Sean Ellis
- 2007 : Dot.com de Luís Galvão Teles
- 2007 : Jonathan Toomey: Le miracle de Noël (The Christmas Miracle of Jonathan Toomey) de Bill Clark
- 2007 : The Flock d'Andrew Lau
- 2008 : The Broken de Sean Ellis
- 2008 : I Know You Know de Justin Kerrigan
- 2009 : Livre de Sang (Book of Blood) de John Harrison
- 2009 : Knife Edge d'Anthony Hickox
- 2010 : The Flirting Club de James Bedford et Alexander Jovy
- 2011 : The Hot Potato de Tim Lewiston
- 2012 : If I Were You de Joan Carr-Wiggin
- 2013 : Histoires de l'âge d'or islamique de Teresa Griffiths
- 2013 : Tula: The Revolt de Jeroen Leinders
- 2013 : Dementamania de Kit Ryan
- 2014 : Secret Sharer de Peter Fudakowski
- 2015 : Exodus to Shanghai d'Anthony Hickox
- 2016 : That Good Night d'Eric Styles
- 2016 : Opération Anthropoid (Anthropoid) de Sean Ellis
- 2020 : Les Patins d'argent (Серебряные коньки) de Mikhaïl Lokchine

#### Courts métrages
- 2002 : A Fairy Story de Ben Gooder
- 2003 : White Bits d'Alexander Jovy
- 2005 : Two's Company d'Alexander Jovy
- 2009 : Roar d'Adam Wimpenny
- 2010 : First Time d'Adam Wimpenny
- 2011 : Beast de Christopher Granier-Deferre
- 2013 : Breakdown d'Anthony Hickox
- 2015 : Downfall de Kim André Muir

### Télévision

#### Téléfilms
- 2000 : Expedition India (documentaire)
- 2003 : Madre Teresa
- 2005 : Submerged (video)
- 2006 : L'uomo che sognava con le aquile
- 2007 : Operazione pilota
- 2007 : L'amore e la guerra
- 2012 : Maria di Nazaret
- 2014 : Faberge: A Life of Its Own (documentaire)
- 2014 : A Good American (documentaire)

#### Séries télévisées
- 2001 : Gypsy Girl
- 2002 : I'd Do Anything
- 2009 : Il bene e il male (12 épisodes)

#### Séries documentaires
- 1999 : Uncharted Africa
- 2000 : India Diaries
- 2001 : True Originals
- 2003 : I'm the Answer
- 2015 : Nature